# Rynowo, Tỉnh West Pomeranian
Rynowo [rɨˈnɔvɔ] (tiếng Đức: Rienow) là một ngôi làng thuộc khu hành chính của Gmina obez, thuộc quận Łobez, West Pomeranian Voivodeship, ở phía tây bắc Ba Lan. Nó nằm khoảng 9 kilômét (6 mi) phía đông obez và 82 km (51 mi) về phía đông của thủ đô khu vực Szczecin.